# Administrateur général du Cnam
 (septembre 2020).
L'administrateur général du Cnam dirige le Conservatoire national des arts et métiers, établissements publics à caractère scientifique, culturel et professionnel ayant statut de grand établissement. Il exerce les fonctions de chef d'établissement au sens défini par le Ministère de l'enseignement supérieur et de la recherche auquel le Cnam se rattache.

## Définition
La fonction d’administrateur général a été instituée par le décret du 22 avril 1988 relatif à l'organisation du Cnam . Elle est analogue à la fonction d'administrateur général de la Comédie-Française ou à celle d'administrateur général de Château de Versailles, deux autres institutions ayant statut de grand établissement. Mais elle est unique dans sa définition et ses attributions.
Selon le lettre du décret organisant le Cnam, ses responsabilités sont identiques à celles confiées à un président d'université par l'article L. 712-2 du code de l'éducation, à l'exception de la présidence du conseil d'administration, confiée à une personnalité du monde de l'industrie.
L'administrateur général exerce, au nom de l'établissement, les compétences de gestion et d’administration. Les dispositions légales lui donnent, à titre subsidiaire, une compétence générale. Ces pouvoirs s’exercent cependant dans les limites de la spécialité des EPSCP en particulier les compétences expressément attribuées aux autres organes de établissement, notamment le président du Conseil d'administration.
L'administrateur général est doté du pouvoir hiérarchique de tout chef d'établissement dans l’enseignement supérieur français. En l’absence de texte plus précis, la jurisprudence fonde en droit son pouvoir disciplinaire, les mesures réglementaires d’organisation du service qu’il est susceptible de prendre, ses instructions, l’organisation du droit de grève, ainsi que son pouvoir d’annulation ou de substitution des décisions des agents du service.
Sous la forme d'acte administratif, l'administrateur général prend les décisions relatives à la gestion de l'établissement et procède aux nominations des directeurs et des responsables. Il nomme les directeurs d'entités et notamment les directeurs des centres régionaux et internationaux du Cnam. Il établit le rapport annuel d'activité et rend compte de sa gestion au conseil d'administration et au ministre chargé de l'enseignement supérieur. Il est le garant du bon fonctionnement de l'établissement dont il assure la représentation institutionnelle, notamment devant ses évaluateurs et auprès de sa tutelle. Il dirige également le musée des Arts et Métiers, partie intégrante du Cnam depuis sa fondation en 1794.
Il peut déléguer sa signature à des adjoints. Ils sont au nombre de quatre depuis le 27 janvier 2017 : un adjoint chargé de la stratégie et du développement; un adjoint chargé de la formation ; un adjoint chargé de la recherche,; une adjointe chargée du patrimoine de l'information et de la culture scientifique et technique.

## Nomination et mandat
L’administrateur général du Cnam est nommé pour une durée de 5 ans par un décret du Président de la République, pris sur le rapport du ministre chargé de l'enseignement supérieur, sur proposition du conseil d'administration de l’établissement, après appel public à candidatures, conformément aux dispositions du décret n° 88-413 du 22 avril 1988.
Le mandat n'est renouvelable qu'une seule fois.

## Recrutement
Le recrutement de l’administrateur général du Cnam est supervisé par une commission de sélection instituée par le conseil d'administration de l’établissement. La publication d'un avis de vacance fait office d'appel à candidature.
La limite d'âge de l'emploi est fixée à 68 ans.

## Titulaires
Depuis la création de la fonction, quatre administrateurs généraux se sont succédé : Guy Fleury (1990-1998) ; Laurence Paye-Jeanneney (1998-2008) ; Christian Forestier (2008-2013) le professeur Olivier Faron (2013-2022), et Bénédicte Fauvarque-Cosson qui est actuellement titulaire du poste depuis 2022.
Avant le mise en application du décret de 1988, le Conservatoire national des arts et métiers était dirigé par un directeur.